# 아키타 도모스에
아키타 도모스에(일본어: 秋田肥季, 1810년 ~ 1865년 5월 28일)는 일본 에도 시대의 다이묘로, 미하루번의 10대 번주이다. 관위는 종5위하, 아와노카미이다.
선대 번주 아키타 다카스에의 장남으로 태어났다. 1832년, 아버지가 은거하자 그 뒤를 이어 번주가 되었다. 즉위 후 얼마 지나지 않은 1833년, 덴포 대기근으로 번 재정이 곤란한 상황에 이르렀다. 이후로도 닛코 경비, 군비 강화 등으로 인해 재정은 더욱 악화되었다. 1865년, 닛코 경비 중의 과로로 인하여 사망하였고, 둘째 아들 아키스에가 그 뒤를 이었다.